# Sent Amand dau Buçon
Sent Amand (en francès Saint-Amand) és una comuna (municipi) de França, a la regió de la Nova Aquitània, departament de la Cruesa, al districte i cantó d'Aubusson.
La seva població al cens de 1999 era de 527 habitants. Està integrada a la Communauté de communes d'Aubusson-Felletin.

## Demografia
| 1968 | 1975 | 1982 | 1990 | 1999 |
| ---- | ---- | ---- | ---- | ---- |
| 234  | 243  | 307  | 534  | 527  |

## Administració
| Període   | Identitat             | Partit |
| --------- | --------------------- | ------ |
| 2001-2008 | Jean-Jacques Nadaud   |        |
| 2008-     | Jean-Marie Le Guiader |        |